# Hou Yuzhu
Hou Yuzhu (chinesisch 侯玉珠; * 7. März 1963 in Yongtai, Fujian, Volksrepublik China) ist eine ehemalige chinesische Volleyballspielerin.
Hou Yuzhu spielte in der chinesischen Nationalmannschaft als Außenangreiferin. Sie gewann bei den Olympischen Spielen 1984 in Los Angeles die Goldmedaille. Sie wurde 1985 Weltpokalsieger in Japan und 1986 Weltmeister in der Tschechoslowakei. Bei den Olympischen Spielen 1988 in Seoul gewann sie die Bronzemedaille. Danach spielte Hou Yuzhu beim deutschen Bundesligisten CJD Feuerbach, mit dem sie 1991 Deutscher Meister wurde, und anschließend beim Ligakonkurrenten TSG Tübingen.